# Die Schuldlosen
Die Schuldlosen ist ein Roman in elf Erzählungen von Hermann Broch, der 1950 erschien.
Der dreiteilige Roman handelt 1913, 1923 und 1933 in einer mitteldeutschen Residenzstadt.
Erzählt wird die Geschichte vom Sieg der „starken, urwüchsigen“ Magd Zerline über ihre gut situierte Herrschaft. Als „steinerner Gast“, d. h. als Richter über diese verlotterte Gesellschaft, erscheint am Ende der Imker und Wanderlehrer Lebrecht Endeguth, der aus dem Wald kommt, ein Weiser und Führer „in eine neue Menschenheimat“.
In den Jahren 1954 bis 1974 wurde Brochs Alterswerk in Japanisch, Französisch, Polnisch, Italienisch, Slowenisch, Spanisch und Englisch aufgelegt.

## Titel
In seinem „Entstehungsbericht“ vom Oktober 1950 erklärt Broch, warum der Roman Die Schuldlosen heißt. Kleinbürger – wie Zacharias (siehe unten) – treten auf. Die gewählten Figuren seien durchaus „unpolitisch“. Zwar sei keiner von diesen an den Vorgängen ab 1933 in Deutschland unmittelbar schuldig, doch eine „kleinbürgerliche Mittelschicht“ habe nach dem Zusammenbruch des deutschen Kaiserreiches 1918 erfolgreich das entstandene Machtvakuum allmählich besetzt. Broch wollte die „schuldhafte Schuldlosigkeit“ der Kleinbürger darstellen und „innerlich begründen“.

## Inhalt
Anno 1923: Der reichlich 30-jährige vermögende Holländer Herr Andreas, auf der Suche nach einem möblierten Zimmer, kommt im Hause der Baronin Elvira W. unter. Andreas weiß, wie Geld verdient wird. In aller Welt, vornehmlich in Südafrika, ist er reich geworden. Die Baronin lebt seit dem Tode ihres Gatten, eines ehemaligen Gerichtspräsidenten, mit der Tochter Hildegard und der alten Zerline, dem Stubenmädchen, zurückgezogen. Andreas, der sich als Edelsteinhändler ausgibt, ist in der Stadt und ihrer Umgebung während der Inflation auf der Jagd nach spottbilligen Immobilien. Gegenüber der Baronin gibt sich Andreas großzügig. Ihm schlägt das Misstrauen der reichlich 30-jährigen Hildegard entgegen.
Weder von der Baronin noch von deren Tochter kann Andreas Einzelheiten über die Familienverhältnisse erfahren. Diese delikaten Geheimnisse, die mehr als dreißig Jahre zurückliegen, teilt ihm Zerline bald unaufgefordert mit. Sexuelle Erfahrungen hatte Zerline schon in jungen Jahren mit der männlichen Dienerschaft zwischen Tür und Angel gesammelt. Sogar der Herr Baron persönlich hatte sie „einstens an den Brüsten gepackt“. Seitdem hatte sie viel für den Hausherrn übrig gehabt. Zerline hatte, jener Zuneigung folgend, Hildegard von Kindesbeinen an als wahre Tochter des Barons erzogen. Dabei ist Hildegard nur ein Bastard, gezeugt mit dem Diplomaten Herrn von Juna während einer Badereise. Der Weiberheld hatte das Alte Jagdhaus draußen vor der Stadt bewohnt. Zerline schätzt den Charakter der Baronin als „schwächlich“ ein. Nie hat die Herrin den verlockenden Besuch des Jagdhauses gewagt. Zerline hatte es zustande gebracht, dass Herr von Juna sie besitzen wollte. Das Dienstmädchen hatte eine Bedingung gestellt. Im Jagdhaus wollte sie sich ihm hingeben. Der Herr Diplomat hatte mitgespielt. Zerline wertet die Affäre als ihren Sieg über die Baronin. Während ihres mehrtägigen Aufenthalts im Jagdhause hatte Zerline, nicht faul, einen Teil des kompromittierenden Briefwechsels zwischen ihrer Herrin und dem Herrn von Juna an sich gebracht. Zerlines Abgang war bestimmt gewesen. Die junge Magd hatte dem ihr verfallenen Diplomaten bedeutet, sie kehre erst ins Jagdhaus zurück, nachdem er seine andere dort wohnende Geliebte zum Teufel gejagt hätte. Ein paar Wochen danach war jene Geliebte gestorben. Es war das Gerücht gegangen, von Juna hätte sie vergiftet. Der Diplomat war darauf inhaftiert worden. Zerline hatte dem Herrn Baron den Briefwechsel zugespielt. Der Gerichtspräsident hatte sich als Feigling erwiesen. Herr von Juna war von den Geschworenen freigesprochen worden. Der Baron hatte den „Mörderbankert“ Klein-Hildegard unter seinem Dach geduldet. Noch nicht 60-jährig, war der Baron am gebrochenen Herzen gestorben.
Auf der Suche nach preiswerten Immobilien begegnet Andreas der 19-jährigen Wäscherin Melitta E., Enkelin des alten Wanderlehrers und Imkers Lebrecht Endeguth. Aus Melitta und Andreas wird ein Paar. Zerline trägt das ihrige bei. Die alte Kupplerin legt die liebliche Jungfrau dem Untermieter Andreas ins Bett. Broch erzählt vom „Ineinanderpassen zweier menschlicher Körper“.
Hildegard ist indigniert. Was spielt sich da Unmoralisches nächtelang im Zimmer des Untermieters in ihrer Wohnung ab? Auch die Baronin ist mehr als irritiert und fordert von Andreas Aufklärung. Melitta verlässt das feine Haus. Der Untermieter will das Alte Jagdhaus erwerben; will Zerline und die Baronin mitnehmen. Hildegard stellt Andreas zur Rede. Sie wirft ihm vor, er sei „Spielball in der Hand Zerlinens“ und vermutet, er wollte auch noch Melitta in das „Mörderhaus“ locken. Andreas bleibt fest. Er beabsichtigt, das Jagdhaus seiner – inzwischen mütterlichen – Freundin, der Baronin, zu schenken. Nach deren eventuellem Ableben soll Zerline das Anwesen erben.
Hildegard schwenkt um: „Sie dürfen mir den Hof machen“, gestattet sie Andreas plötzlich. Mehr noch, sie befiehlt dem Verblüfften, er solle sie im Bett vergewaltigen. Andreas aber möchte die spröde, auf einmal wild gewordene Frau aus Liebe nehmen. Daraus wird nichts. Plötzlich kommt dem Mann mittendrin die Potenz abhanden. Hildegard – triumphierend – erklärt sich zur Siegerin im Bett.
Anderentags erreicht das herrschaftliche Haus die Schreckensnachricht mit der Morgenzeitung. Melitta ist unmittelbar nach einem Besuch der Baronin Hildegard W. umgekommen. Schädelbruch. Hildegard hatte nach dem „Unfall“ die Polizei gerufen. Andreas durchschaut Hildegard. Sie habe Melitta ermordet. Die Beschuldigte gibt das unter vier Augen freimütig zu. Sie sei zu Melitta hingegangen und habe ihr gesagt, dass Andreas Hildegard liebe und sie sofort heiraten würde, sobald er ihr Ja habe.
Anno 1933: War der Romantitel ironisch gemeint, so klingen am Schluss märchenhafte Töne an. Zehn Jahre schon bewohnen Andreas, die Baronin und Zerline das Alte Jagdhaus. Da erschallt eine Singstimme im nahen Wald. Der alte Imker nähert sich frohgemut und fordert Andreas zur Sühne für sein verfehltes Leben und damit indirekt zum Suizid – als Vergeltung für Melittas Selbstmord – auf. Andreas, von Zerline systematisch zum Fettbauch gemästet, erschießt sich. Die Baronin stirbt bald darauf an einer von der Magd verabreichten Überdosis Schlaftabletten. Zerline, nun zur Erbin und Herrin im Jagdhaus aufgestiegen, hält sich eine Dienerschaft.

## Zacharias
Die Entstehungsgeschichte dieses Novellenromans reicht bis in das Jahr 1913 zurück. Die im Roman enthaltenen Novellen wurden 1917 bis 1934 geschrieben. Auf Drängen von Ernst Schönwiese sollte das Werk 1946 publiziert werden. Broch gab zunächst nicht nach. Das 1950 doch veröffentlichte Buch macht aus mindestens zwei Gründen auf den Leser einen inhomogenen Eindruck.
Erstens strapaziert der Autor mehrfach die Geduld des Lesers, wenn er seitenlang in einer neuen Novelle z. B. Andreas auftreten lässt, aber dessen Namen nur mit A. umschreibt.
Zweitens möchte der Leser gewichtige Auftritte von Nebenpersonen verstehen, kann diese aber nicht in den großen Handlungsrahmen einpassen. Da besuchen z. B. Zacharias und Andreas in der Romanmitte, also anno 1923, ein Weinlokal. Dort hält der Studienrat Zacharias vier Reden. Zacharias, autoritär, auf dem Gymnasium als strenger Prüfer gefürchtet, duldet während der Zecherei in dem Lokal keinen Widerspruch. Dann zu Hause erweist er sich als Pantoffelheld. Der betrunkene Mathematiklehrer Zacharias, Träger des Eisernen Kreuzes zweiter Klasse, Oberleutnant, Verlierer des Ersten Weltkriegs, wird von der Gattin in die Ecke gestellt wie ein ungehorsamer Schuljunge und durchgeprügelt.
Zacharias, sich neueren Ideen verschließend, ist es gewohnt, „seine Ansichten widerspruchslos von den jeweiligen Machthabern zu beziehen“. Als Deutscher gehört er einem Volk von „Weltenlehrmeistern“ an. Nur durch das Eingreifen der dummen Amerikaner hätten die Franzosen 1918 über ihre Lehrmeister gesiegt.

## Zitat
- „Je mehr Zeit verflossen ist, desto mächtiger wird uns die Stimme der Zeiten.“[13]

## Selbstzeugnisse
Broch hat den Roman 1933 und 1950 kommentiert.
- Das Neue werde von der Gestalt des Imkers getragen.[16] Broch meint Melittas Großvater, den Wanderlehrer Lebrecht Endeguth.
- Andreas sei ein Repräsentant des Kolonialismus, der durch den Gelddschungel jage.[17]
- Zerline sei seine geradlinigste und reichste Figur.[18] Diese Kupplerin legt Andreas die junge Melitta ins Bett und verhindert somit, dass Andreas der Schwiegersohn der Baronin wird. Außerdem wird Zerline, „das Movens der Geschehnisse“, durch ihre geschickten Schachzüge die Herrin des Alten Jagdhauses.[19]

## Rezeption
- 1913, als Broch mit den Vorarbeiten begann, habe er sich gegen die Kriegsbegeisterung von Dichtern und Philosophen gewandt.[20]
- Bereits 1936 hatte Schönwiese von Broch die Erlaubnis erbeten, eine Novelle aus dem Roman in einer Literaturzeitschrift zu publizieren.[21]
- Im Roman werde die jüngere „deutsche Geschichte unter ethischem Aspekt gesichtet“.[22]

## Fernsehfilm
- 1991: Die Erzählung der Magd Zerline (Regie: Margit Saad), mit Christa Berndl, Axel Milberg, Leslie Malton

### Erstausgabe
- Hermann Broch: Die Schuldlosen. Roman in elf Erzählungen. Rhein-Verlag, Zürich 1950.

### Verwendete Ausgabe
- Paul Michael Lützeler (Hrsg.): Hermann Broch: Die Schuldlosen. Roman in elf Erzählungen. Band 5: Hermann Broch: Kommentierte Werkausgabe. 3. Auflage. Suhrkamp Verlag, Frankfurt am Main 1986, S. 7–290.

### Ausgaben
- Hermann Broch: Die Schuldlosen. Roman in elf Erzählungen. Mit einer Einführung von Hermann J. Weigand. Rhein-Verlag, Zürich 1954.
- Kommentierte Werkausgabe. Romane und Erzählungen. Paul Michael Lützeler (Hrsg.): Hermann Broch: Die Schuldlosen. Roman in elf Erzählungen (= Suhrkamp Taschenbücher 2367). Frankfurt am Main 1995, ISBN 978-3-518-38867-9.

### Sekundärliteratur
- Eine „Auswahlbibliographie zur Sekundärliteratur“ mit 17 Stellen findet sich zum Beispiel in der Quelle.[23]
- Gero von Wilpert: Lexikon der Weltliteratur. Deutsche Autoren A–Z. Stuttgart 2004, ISBN 3-520-83704-8, S. 85.